# ヒョン・ジニョン
ヒョン・ジニョン（韓国語: 현진영、1971年2月3日 - ）は1990年デビューの大韓民国の男性歌手。ソウル特別市出身。

## 略歴
梨泰院のナイトクラブなどでB-boyとして活発に活動していた1987年にイ・スマンに見いだされ、2年間のトレーニングを経て1989年にSM企画(現・SMエンタテインメント)の第1号歌手として韓国初のシングルアルバム「なまめかしい女(야한 여자)」を発表。翌1990年にヒョン・ジニョンとワワ(ワワは人名ではなくバックダンサーの総称)として正規1集「New Dance」で正式にデビューした。
彼らの踊るぴょんぴょんと跳ねるようなステップは「うさぎダンス(토끼춤)」と呼ばれ、その後の韓国ダンス界の1つの流れを作ったと言われている。
正規2集以降はソロ歌手として個人名義で発表し、特に1992年に発表した2集「NewDance2」の活動曲「曇った記憶の中の君(흐린 기억속의 그대)」がKBS歌謡トップテンで5週連続1位、MBC音楽番組で9週連続1位、SBS音楽番組で8週連続1位を獲得する大ヒットを記録。また後続曲の「お前はなんで(ヒョン・ジニョンgoジニョンgo)(너는 왜(현진영go 진영go))」で見せたダンスとXマークが描かれているビッグサイズのフードパーカーとビッグサイズジーンズは青少年(88万ウォン世代)のファッションに大きな影響を及ぼした。
しかし1993年の3集発売直後に覚せい剤使用により精神性医薬品管理法に違反した疑いで拘束、立件され、さらに翌1994年にも再度覚せい剤使用で拘束される。これらの事件は初期のSMエンタテインメントの経営が危機にさらされるほどに大きな打撃を与えた。
他アーティストのアルバムプロデュースや個人の活動としてもジャズとヒップホップを融合させたアルバムを発表するなど音楽活動を継続している。

## ワワ(バックダンサー)
- 1期
  - ク・ジュンヨプ、カン・ウォレ(現：CLON)
- 2期
  - イ・ヒョンド、キム・ソンジェ(後のDEUX)
- 3期
  - ショーン(現：JinuSean)

## ディスコグラフィー

### 正規アルバム
- 正規1集「New Dance vor.1」(1990)
- 正規2集「New Dance 2」(1992)
- 正規3集「INT. World Beat And Hiphop (New Dance 3)」 (1993)
- 正規4集「Wild Gangster Hiphop」 (2002)
- 正規5集　ジャズヒップホップベータアルバム「Street Jazz In My Soul」 (2006)
- 正規5集　ジャズヒップホップ1集アルバム 「Street Jazz In My Soul 2007年 NEW JAZZ HIP HOP 1」(2007)

### プロジェクトアルバム、OST
- プロジェクトアルバム「I.W.B.H.(INT. World Beat And Hiphop) （1997)
- 映画「同床異夢」OST <LOVE IS>(2004)
- 映画「シンデレラ」OST - (2005）

### シングル
- 「New Dance. 야한여자」(1989)
- 「Paradise」(2007)
- 「心のままに(내맘대로)」 (2017)